# Чууш
Чууш — покинутый аул в Галанчожском районе Чеченской Республики.

## География
Аул Чууш расположен к юго-востоку от районного центра Галанчож.
Ближайшие населённые пункты: на юго-западе — Кереты и Зенгали, на северо-западе — Мачи и Ами, на северо-востоке — Хайбах.

## История
Аул Чууш был ликвидирован в 1944 году во время депортации чеченцев. После восстановления Чечено-Ингушской АССР чеченцам было запрещено возвращаться в свои исконные районы: Галанчожский, Шатойский и Итум-Калинский.
С 2012 года аул Чууш входит в состав ранее упразднённого Галанчожского района.